# Calzada Vallejo
La Calzada Vallejo es una vialidad de la Ciudad de México ubicada al norte de la misma. Conecta la zona de Circuito Interior y la Avenida de los insurgentes norte, de donde parte hacia el Estado de México.

## Descripción
La calzada parte de la colonia Peralvillo, en la zona de La Ronda y el Eje Central Lázaro Cárdenas. En su trayecto hacia el norte concluye en la avenida Acueducto Tenayuca colindante con el municipio de Tlalnepantla de Baz para convertirse en ese municipio en la avenida Prolongación Vallejo 100 metros hasta cruzar con la avenida Calzada Santa Cecilia en la colonia El Tenayo, en donde finaliza completando un trayecto aproximado de 10.4 kilómetros.

## Historia
La Calzada Vallejo tiene su origen en la calzada construida en el Posclásico mesoamericano que conectaba el altépetl de Tenayuca con el de México-Tlatelolco. La vía es referida por Hernán Cortés como «Calzadilla Quebrada». Sería en la Nueva España cuando la calzada tomaría el nombre de Calzada Vallejo o Ballejo por Antonio Vallejo, terrateniente de diversas propiedades como la Hacienda de la Escalera. Sería este hacendado quien se encargaría de dar el primer empedrado de la vía. Por la misma además de cruzar varios caminos y ríos de importancia para la región norte de la capital mexicana, se accedía al Camino Real de Tierra Adentro que movía personas y mercancías hacia los actuales estados del norte de México vía Querétaro.Asimismo el área de Vallejo comprendía una serie de tierras que se convirtieron en haciendas como la mencionada De la escalera así como la Hacienda La Patera y la Hacienda de Enmedio, esta la más grande de la región y que era atravesada por la calzada. Su trazo permitía desembocar en las Garitas de Peralvillo y de Santiago para controlar tanto las mercancías que entraban a la capital mexicana como recolectar los impuestos respectivos.
En la calzada se tendería en 1892 la vía del Ferrocarril Monte Alto, vía que conectaba la capital mexicana con el poblado de Progreso Industrial en el actual municipio de Nicolás Romero. Por la calzada fueron establecidas las estaciones Magdalena de las Salinas (conocida como «el 8» o «kilómetro 8»), Patera y Tenayuca. Los talleres y oficinas de esta línea se situarían en la calle de Lerdo al cruce con la Calzada Vallejo. El ferrocarril sería extinto en 1940 cuando fue sustituido por la línea de autobuses Rápidos de Monte Alto.